# Arrosage (cuisine)
 (juin 2025).
La mise en forme du texte ne suit pas les recommandations de Wikipédia : il faut le « wikifier ».
Les points d'amélioration suivants sont les cas les plus fréquents. Le détail des points à revoir est peut-être précisé sur la page de discussion.
- Les titres sont pré-formatés par le logiciel. Ils ne sont ni en capitales, ni en gras.
- Le texte ne doit pas être écrit en capitales (les noms de famille non plus), ni en gras, ni en italique, ni en « petit »…
- Le gras n'est utilisé que pour surligner le titre de l'article dans l'introduction, une seule fois.
- L'italique est rarement utilisé : mots en langue étrangère, titres d'œuvres, noms de bateaux, etc.
- Les citations ne sont pas en italique mais en corps de texte normal. Elles sont entourées par des guillemets français : « et ».
- Les listes à puces sont à éviter, des paragraphes rédigés étant largement préférés. Les tableaux sont à réserver à la présentation de données structurées (résultats, etc.).
- Les appels de note de bas de page (petits chiffres en exposant, introduits par l'outil «  Source ») sont à placer entre la fin de phrase et le point final[comme ça].
- Les liens internes (vers d'autres articles de Wikipédia) sont à choisir avec parcimonie. Créez des liens vers des articles approfondissant le sujet. Les termes génériques sans rapport avec le sujet sont à éviter, ainsi que les répétitions de liens vers un même terme.
- Les liens externes sont à placer uniquement dans une section « Liens externes », à la fin de l'article. Ces liens sont à choisir avec parcimonie suivant les règles définies. Si un lien sert de source à l'article, son insertion dans le texte est à faire par les notes de bas de page.
- La présentation des références doit suivre les conventions bibliographiques. Il est recommandé d'utiliser les modèles {{Ouvrage}}, {{Chapitre}}, {{Article}}, {{Lien web}} et/ou {{Bibliographie}}. Le mode d'édition visuel peut mettre en forme automatiquement les références.
- Insérer une infobox (cadre d'informations à droite) n'est pas obligatoire pour parachever la mise en page.

Pour une aide détaillée, merci de consulter Aide:Wikification.
Si vous pensez que ces points ont été résolus, vous pouvez retirer ce bandeau et améliorer la mise en forme d'un autre article.
Pour l’article homonyme, voir Arrosage.

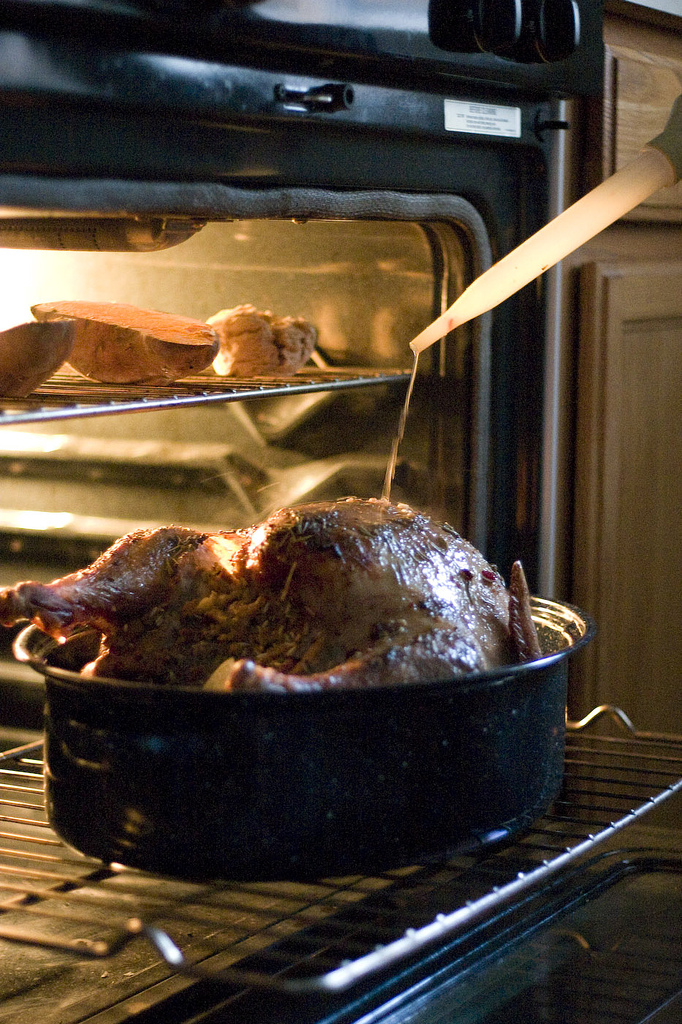
Arrosage d'une dinde avec une pipette

L'arrosage est une technique de cuisson qui consiste à cuire la viande soit avec son propre jus, soit avec une préparation comme une sauce ou une marinade, comme la sauce barbecue. La viande est mise à cuire, puis périodiquement arrosée de jus.

## Méthode
Principalement utilisé dans les cuissons au grill, au rôtissoire, pour le rôtissage au four ou encore d'autres méthode de cuisson où la viande est portée à haute température sur une période prolongée, l'arrosage est utilisé pour garder la viande juteuse tout au long du processus de cuisson et afin de lui conférer ou d'en accroître la saveur. Un arrosage mal réalisé peut cependant avoir l'inverse de l'effet escompté en provoquant le dessèchement de la viande.
Si elle n'est pas compensée par des contre-mesures, l'ouverture de la porte du four, qui aboutit à une perte de température et de l'humidité de l'air qui y circule peut accroître le phénomène d'évaporation sur les surfaces de viande.

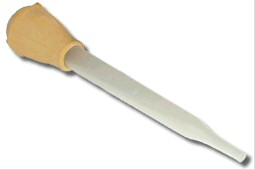
Une poire à jus. La poire en caoutchouc (beige sur l'image) peut avoir une couleur différente.

Des alternatives à l'arrosage incluent une prolongation du temps de cuisson, l'utilisation de grandes quantités de jus, l'enrobage de la viande avec des fruits juteux, des morceaux riches en graisse, comme de la poitrine, ou de la graisse, le placement de fruits et légumes riches en humidité autour des viandes en cours de cuisson et, si possible, l'utilisation d'un four à convection.
Il s'agit d'un type de cuisson souvent recommandé pour les plats qui ont un goût globalement doux, mais qui sont servis avec des sauces qui leur apportent une saveur complémentaire ou dominante, par exemple le poulet chasseur.